# Ericeia leichardtii
Ericeia leichardtii là một loài bướm đêm trong họ Erebidae.